# Bridget
Bridget of Brigid is een Keltische / Ierse vrouwelijke naam afgeleid van het zelfstandig naamwoord brigh, het betekent "macht, kracht, kracht, deugd". Een alternatieve betekenis van de naam is "verheven, godin". Zijn populariteit, vooral in Ierland, is grotendeels gerelateerd aan de populariteit van St. Brigida en van Brigit, een Ierse godin van geneeskunde en vruchtbaarheid.

## Bekende naamdraagsters
- Bridget Neval
- Bridget Marquardt